# أونور سيت ياران
أونور سيت ياران (بالتركية: Onur Seyit Yaran)‏ (مواليد 13 يناير 1995) هو ممثل وعارض أزياء سابق من تركيا.

## السيرة والتعليم
ياران من مواليد يوم 13 يناير 1995 في اسطنبول . لديه أخت أكبر. هو في الأصل من الأردية من جهة والده ومن مدينة سيواس من جهة والدته. وهو خريج أكاديمية الرياضة بجامعة هالاج في مجال الإدارة الرياضية. وفي عام 2016، فاز ياران بمسابقة أفضل موديل تركي . في 16 ديسمبر 2021، حصل على جائزة نجم التلفزيون لهذا العام في حفل توزيع جوائز جي كيو . في حفل مهرجان الفراشة الذهبية السينمائي الثامن والأربعين في 4 ديسمبر 2022، فاز بالجائزة في فئة أفضل ثنائي في مسلسل تلفزيوني مع شريكه النجم سو بورجو يازجي جوشكون .

## الحياة الشخصية
ياران من مشجعي فريق غلطة سراي لكرة القدم ولديه وشم كوخ على ذراعه. لقد لعب كرة القدم بشكل احترافي لمدة 8 سنوات. كما أنه مغرم بلعب الشطرنج وهو لاعب شطرنج محترف ويلعب الشطرنج على المستوى الوطني من عام 2008 إلى عام 2011. وهو يجيد اللغتين الإنجليزية والألمانية . لديه حاليًا 4.4 مليون متابع على إنستغرام .

## أعماله
| مسلسل تلفزيونى | مسلسل تلفزيونى  | مسلسل تلفزيونى | مسلسل تلفزيونى |
| سنة            | عنوان           | شبكة           | وصف            |
| -------------- | --------------- | -------------- | -------------- |
| 2017           | حياة حلوة ومرّة  | ستار تي في     | الممثل الضيف   |
| 2019-2017      | دعنا نذهب       | تي آر تي 1     | 73 حلقة        |
| 2019-2020      | الوصال          | تي آر تي 1     | 24 حلقة        |
| 2021-2023      | إخوتي           | أي تي في       | 95 حلقة        |
| 2024           | الغرفة المجاورة | ستار تيفي      | 4 حلقات        |